# سیردریا

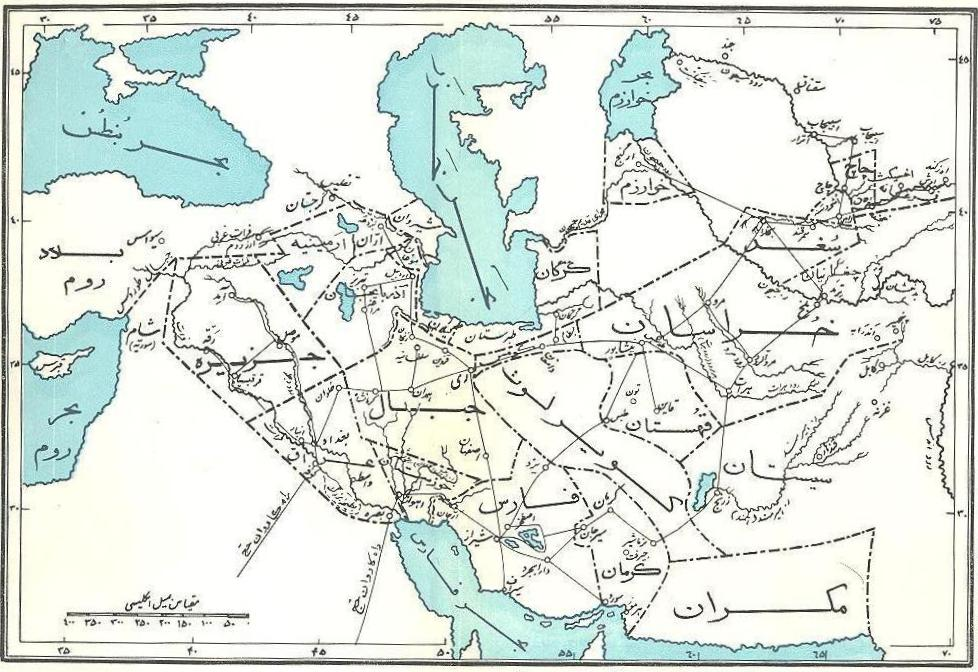
موقعیت رود سیردریا (رود جیحون) در نقشه ایران در عصر خلفای عباسی (در بالای نقشه سمت راست). برگرفته از کتاب جغرافیای تاریخی سرزمین‌های خلافت شرقی

سیردَریا (رود یخشاارته به معنی مروارید اصل/ Jaxartus) یا سیحون یا گل‌زریون، بعد از آمودریا، دومین رود پرآب در آسیای میانه است که به دریاچه خوارزم (آرال) می‌ریزد. تاجیک‌ها به رود، دریا می‌گویند. این رود دو سرچشمه دارد، یکی کوه‌های تیان‌شان در قرقیزستان کنونی و دیگری شرق ازبکستان است. این رود در ۲۲۲۰ کیلومتر در غرب و شمال غربی سرچشمه دارد و پس از گذر از جنوب کشور کنونی قزاقستان به دریاچه خوارزم می‌رسد. این رود در گذر خود سرتاسر کشتزارهای پنبه را در آسیای مرکزی آبیاری می‌کند. سیردریا از کنار شهرهای خجند و قیزیل‌اوردا و خوقند می‌گذرد.

## معنی لغوی
در منابع اروپای غربی، سیردریا با نام یونانی باستانی‌اش Jaxartes) Ιαξάρτης؛ یَکسارتِس) شناخته می‌شود، که برگرفته از واژهٔ زبان پهلوی «یَخشَرت» (آنطور که یوزف مارکوارت، خاورشناس نامدار آلمانی، در «Die Chronologie der alttürkischen Inschriften» یاد کرده)، برگرفته از واژهٔ پارسی باستانی «یَخشَه اَرتَه»، به معنای «مروارید واقعی» است. در سده (دهم هجری) ابوالغازی بهادُرخان، مورخ و خان خیوه، دریاچه خوارزم را «سیر تِنیزی» (دریای سرخ‌رنگ) نامید.

## تاریخچه
دریاچه خوارزم از سال ۱۹۶۰ به بعد رو به خشکی رفت و نود درصد آن خشک شده است. دلیل این خشکی بیشتر این بوده که شوروی سابق مسیر دو رودخانه سیحون و جیحون را به سمت بیابان‌ها تغییر می‌دهد تا آن اراضی را به زمین‌های کشاورزی تبدیل کند. از زمان هخامنشیان آسیای میانه را اورزمی یا خوارزمی می‌نامیدند که در پارسی نو به شکل خوارزم (زمین خوار و پست و جلگه ای) درآمد. نام این دریاچه در طول تاریخ دریاچه خوارزم یا دریاچه وخش بوده است ولی از زمانی که آسیای مرکزی به دست مغول‌ها و روس‌ها افتاد نام غیراصیل آرال جایگزین نام تاریخی خوارزم شد. دو رود تاریخی این سرزمین هم رود وخش و رود یخشاارته بود که از سده ۱۶ به بعد به نام‌های آمودریا و سیردریا جعل شد.

## جغرافیا
در میان شش حوضه رودخانه اصلی آسیا، یعنی براهماپوترا، سند، گنگ، مکونگ، آمودریا و سیردریا، سیردریا با حوضه آبریز ۴۰۲۷۶۰ کیلومتر مربع با متوسط جریان سالانه از ۳۹ کیلومتر مکعب کوچک‌ترین حوضه است، اما با چالش‌هایی همچون بقیه حوضه‌های بزرگ‌تر روبه‌رو است. در جریان نیم قرن اخیر، ویژگی‌های رواناب سیردریا به‌طور قابل توجهی تغییر کرده است: سهم ذوب برف در آن یک پنجم کاهش یافته، در حالی که سهم رواناب یخچال‌های طبیعی افزایش یافته است.